# Douglas McGregor
Douglas McGregor (ur. 1906 w Detroit, zm. w październiku 1964 w stanie Massachusetts) – amerykański psycholog, specjalizujący się w psychologii społecznej. Jeden z głównych przedstawicieli szkoły behawioralnej. Wyróżnił on dwa style myślenia menedżerów, które nazwał odpowiednio teorią X i teorią Y. Podkreślał on doniosłą rolę osobistych przekonań w procesie zarządzania.